# Brillanz (Schmuckstein)

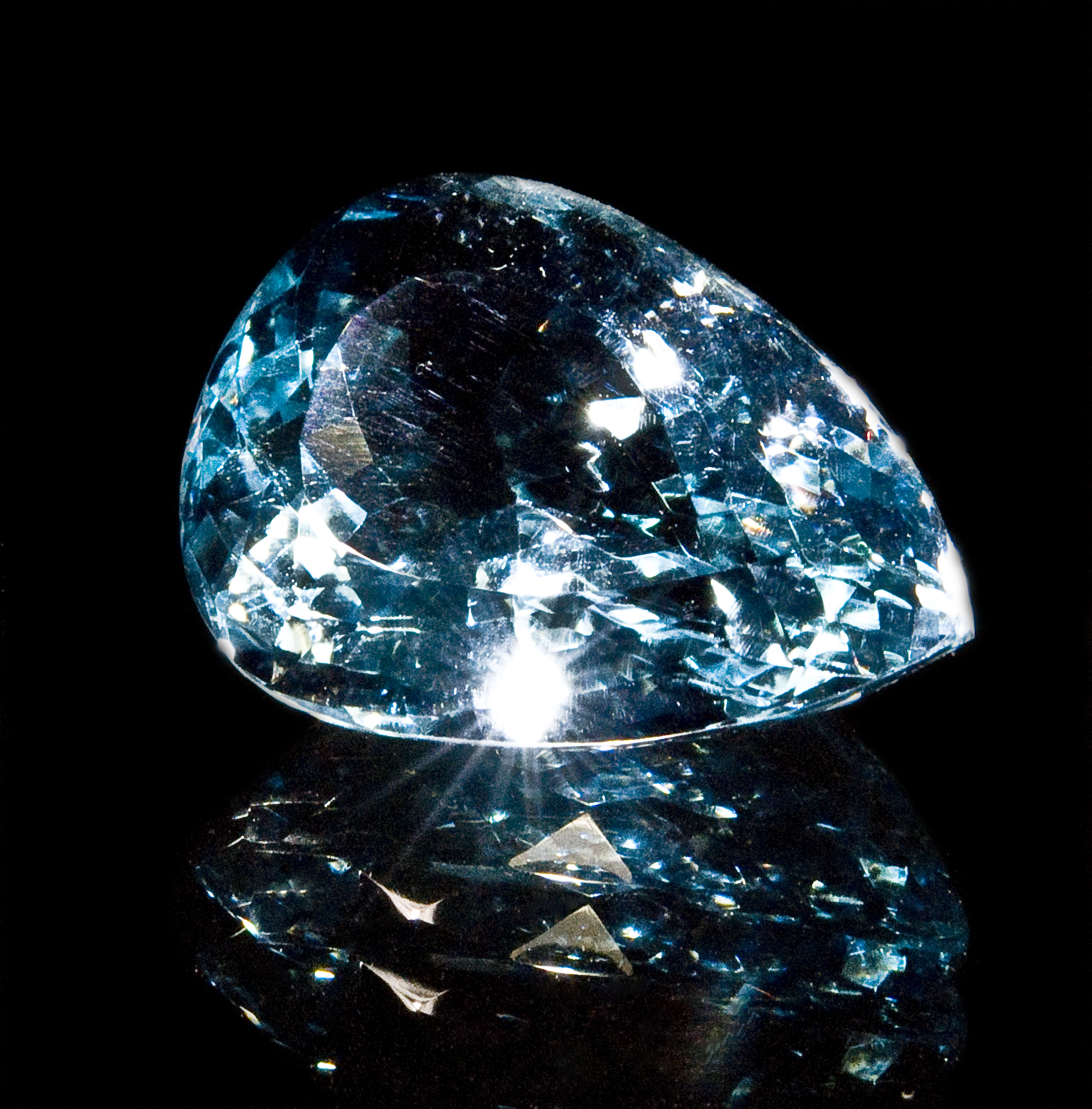
Brillanz bei einem blauen Topas in Tropfenform

Die Brillanz wird als Qualitätsmerkmal eines Edelsteins benutzt: Je mehr Licht vom Stein in Richtung des Betrachters gebrochen und reflektiert wird, desto höher ist die Brillanz. Durch spezielle Schliffe ergeben sich dabei ausgewählte Richtungen, in denen ein besonders heller, scharf gebündelter Strahl fällt. Der Stein „funkelt“ dann in der Bewegung auffallend.
Bei der Schmuckperle und verwandten Materialien spricht man nicht von Brillanz, sondern von Lüster oder Perlglanz.
Brillanz teilt man in zwei Aspekte:
- Glanz, äußere Brillanz durch direkte Spiegelung an der Oberfläche
- innere Brillanz durch die Reflexion (Totalreflexion) an den Innenflächen

Ein besonders brillanter Stein ist synthetischer Moissanit im Brillantschliff, der selbst den Brillanten – also Diamant im Brillantschliff – übertrifft und im Gegensatz zum Zirkonia-Brillanten (Fianit, KSZ) schwerer zu unterscheiden ist. Das Mineral mit der höchsten Brillanz ist der Hämatit (Eisenglanz, Specularit), der auch als Schmuckstein verwendet wird, gefolgt von den eher für Hobbyschleifer interessanten Mineralen Cuprit (Kupferoxid) und Rutil (Titandioxid), die aufgrund ihrer Färbung auch kaum mit Diamant zu verwechseln sind. Ein weiterer hochbrillanter Stein ist die Granat-Varietät Demantoid.
Wird der Strahl nicht gebündelt, sondern dispergiert, wandelt sich die Brillanz in das sogenannte Feuer, das Farbspiel (Regenbogeneffekt) – darum haben Diamanten weniger Brillanz, aber mehr Feuer.
Bei Schmucksteinen sind die Schliffproportionen entscheidend, die die physikalische Brillanz der Reflexionen sicherstellen, ungeschliffenes Material ist oft schon in der natürlichen Ausbildung brillant, es gibt aber auch Edelsteine, die von Natur aus gänzlich stumpfmatt sind. Maß für die Brillanz sind hauptsächlich Brechungsindex und Doppel-Brechungsindex des Steins. Die Brillanz ergibt sich aus einem wohlgewählten und hochpräzise ausgeführten Schliff, der die Brechungen im Stein optimal ausnutzt. Daneben rechnet man aber auch die farbmetrische Brillanz, die reflektierte Lichtmenge, also den Reflexionsgrad zur Brillanz, zu ihr trägt auch die Fassung des Steines bei.